# Mohammed Abukhousa

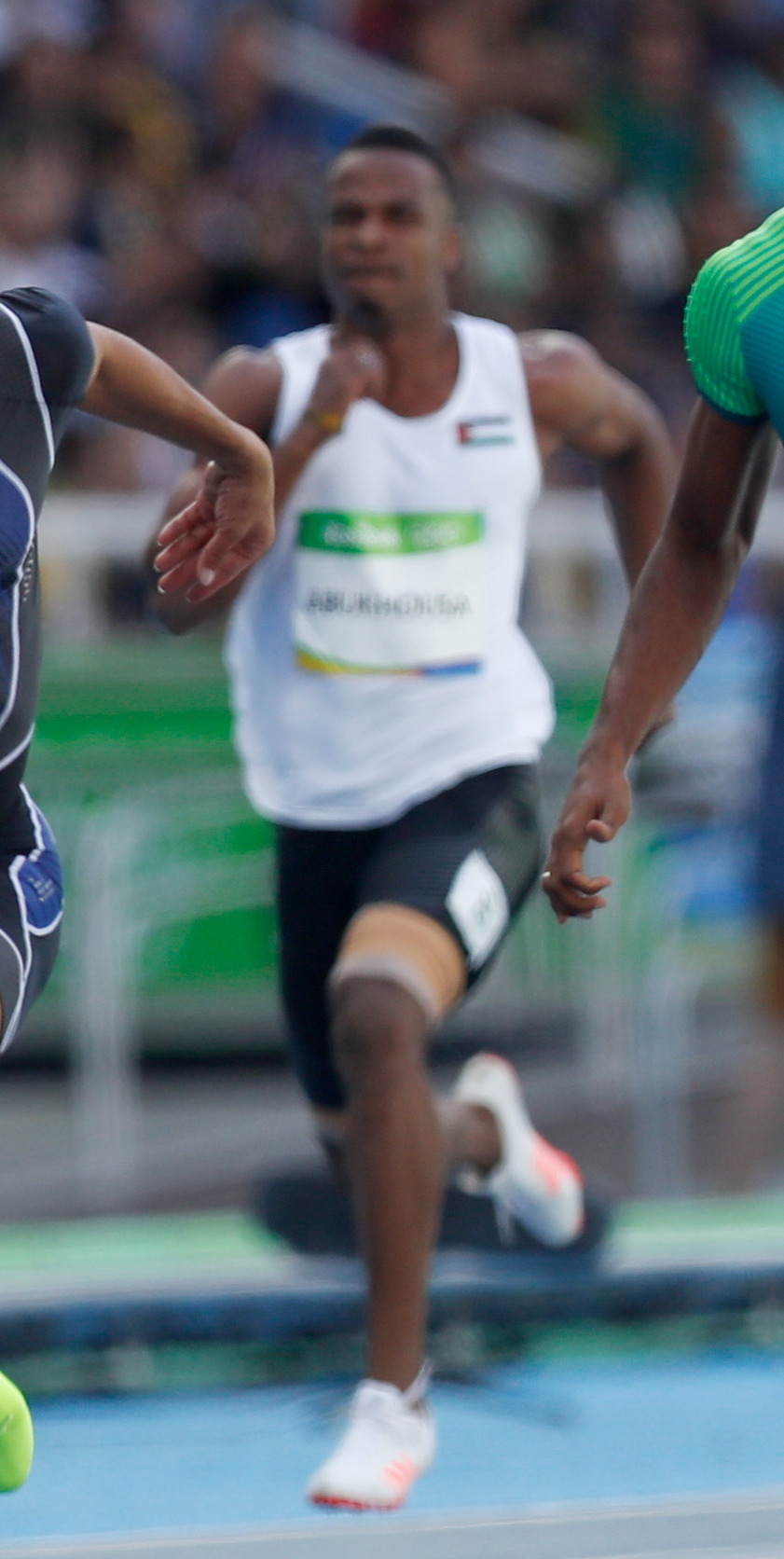
Mohammed Abukhousa bei den Olympischen Spielen 2016

Mohammed Abukhousa (arabisch محمد أبو خوصة, DMG Muḥammad Abū Ḫūṣa; * 30. Dezember 1992 in Gaza) ist ein palästinensischer Sprinter.
Bei den Leichtathletik-Weltmeisterschaften schied er 2013 in Moskau über 100 m in der Vorrunde und 2015 in Peking über 200 m im Vorlauf aus.

## Persönliche Bestleistungen
- 100 m: 10,55 s, 6. Juli 2014, Strasbourg (palästinensischer Rekord)
- 200 m: 21,26 s, 13. Juni 2014, Colmar (palästinensischer Rekord)